# 사바 국경 공격
사바 국경 공격은 모로족이 민다나오섬에서 출발하여 사바주로 공격을 가하는 일련의 테러 활동을 의미한다. 이 활동은 영국령 보르네오가 설립되기 이전부터 시작되었다. 많은 시민들이 이 사건 동안 죽거나 다쳤고, 사바 원주민들은 1985년 라하드 다투 매복, 2000년 시파단 납치, 2013년 라하드 다투 대치 등을 비롯한 공격으로 인해 반필리핀 감정이 증가했다. 공격들은 동부 사바 주를 필리핀 영토로 포함시키는 대필리핀주의를 지지한 디오스다도 마카파갈과 페르디난드 마르코스가 대통령으로 있을 때 더 격렬해졌다. 민다나오에서 사바로 이주하는 필리핀 피난민들과 사바로 이동해 공격을 가하는 무장단체들의 침투가 심해지면서, 사바 주 원주민들은 불편한 감정을 드러내고 있다. 또한 78%의 수감자들은 남부 필리핀에서 비롯되는 범죄 활동과 무법 활동에 가담한 경우가 많았다.
필리핀 대통령 로드리고 두테르테가 2016년 중반부터 남부 필리핀의 걷잡을 수 없는 무법 활동과 전투를 벌이기 위해 대규모 군사작전을 시행하기 이전에, 말레이시아 보안군은 필리핀에 안보를 강화하고 테러리스트들이 비거주 지역으로 도주하여 기소를 회피하지 않게 해달라고 요청했다. 사바 주의 지도자들은 말레이시아 안보군에게 반복되는 경고에도 불구하고 법을 무시하는 행위를 계속하는 무단침입자들에게 보이는 즉시 사격하도록 명령했고, 무장단체에서 도주하는 이들에게 국가법을 더 효율적으로 적용할 것을 요청했다. 필리핀에서 2017년 5월 23일 계엄령이 선포된 이후 말레이시아는 말레이시아-필리핀 국경의 보안을 강화했다.
오스트레일리아 캐나다, 중화인민공화국, 홍콩, 아일랜드, 일본, 뉴질랜드, 싱가포르, 대한민국, 대만, 영국, 미국과 베트남 등 수많은 국가들이 동부 사바로 국민들의 여행을 자제시키고 있다.